# M6 Music Black
M6 Music Black è stato un canale televisivo musicale francese, legato alla tv francese generalista M6, dedicato interamente alla musica black, Hip Hop ed R&B, composto per la maggior parte da videoclip musicali, intramezzati da interviste ed approfondimenti vari dedicati a quest'ambito musicale.
Il canale era trasmesso sul satellite Hot Bird a 13° est, ed era disponibile all'interno della piattaforma a pagamento TPS (prima) e poi su CanalSat. Ha chiuso nel gennaio 2015.

## Curiosità
- L'emittente, da dicembre 2007, ha avuto un concorrente, edito dal gruppo Viacom: MTV Base France.